# Bijelo Polje (município)
Bijelo Polje é um município de Montenegro. Sua capital é a vila de Bijelo Polje.

## Demografia
De acordo com o censo de 2003 a população do município era composta de:
- Sérvios (36,31%)
- Bósnios (25,22%)
- Muçulmanos por nacionalidade (17,18%)
- Montenegrinos (16,13%)
- Croatas (0,09%)
- Albaneses (0,06%)
- outros (0,55%)
- não declarados (4,46%)